# Palestyna na Letnich Igrzyskach Olimpijskich 2004
Palestynę na Letnich Igrzyskach Olimpijskich 2004 reprezentowało troje sportowców.

## Skład kadry

### Lekkoatletyka
Kobiety:
- Sanna Abubkheet - bieg na 800 m - Runda 1: 2:32.10

Mężczyźni:
- Abdalsalam Aldabaji - bieg na 800 m - Runda 1: 1:53.86

### Pływanie
- Rad Aweisat
  - 100 m st. motylkowym - kwalifikacje: 1:01.60